# Себастьянополис-ду-Сул
Себастьянополис-ду-Сул (порт. Sebastianópolis do Sul)  —  муниципалитет в Бразилии, входит в штат Сан-Паулу. Составная часть мезорегиона Сан-Жозе-ду-Риу-Прету. Входит в экономико-статистический  микрорегион Ньяндеара. Население составляет 2568 человек на 2006 год. Занимает площадь 168,114 км². Плотность населения — 15,3 чел./км².

## Статистика
- Валовой внутренний продукт на 2003 составляет 30.783.227,00 реалов (данные: Бразильский институт географии и статистики).
- Валовой внутренний продукт на душу населения на 2003 составляет 12.034,10 реалов (данные: Бразильский институт географии и статистики).
- Индекс развития человеческого потенциала на 2000 составляет 0,769 (данные: Программа развития ООН).